# Буддизм на Украине
Буддизм на Украине начал распространяться лишь в конце 1980-х — начале 1990-х годов. Первые общины были зарегистрированы в 1991 году. В течение 1990-х годов был представлен, как правило, традициями и школами корейского, тибетского, японского буддизма. Сейчас на Украине действуют официально зарегистрированные ячейки таких буддийских направлений, как корейский орден Чогьям, тибетская школа Карма Кагью, тибетский орден Лунг-Жонг-па (традиция ньингма), японский орден Ниппондзан Мьоходзи. На Украине есть и последователи школы тхеравада (традиция хинаяны). Центр украинского буддизма — город Донецк, в котором существуют буддийские монастыри, выходит периодический альманах «Шляхи Будди», которых пытается должным отражать различные буддийские направления. Центры тибетской школы Карма Кагью, объединённые в Украинскую ассоциацию буддистов школы Карма Кагью (штаб-квартира — в Ужгороде), созданы в 1996 году. Ассоциация имеет собственное периодическое издание «Буддизм сьогодні». Количество буддийских центров на Украине продолжает расти.
Украинцы практикуют онлайн медитации вместе с держателем линии Карма Кагю Йонге Мингюр Ринпоче